# Constantino Ruiz Carnero
Pour les articles homonymes, voir Ruiz.
Constantino Ruiz Carnero, né à Torredelcampo (Jaén) en 1887 et mort à Grenade en 1936, est un écrivain et journaliste espagnol. Pendant plus de dix ans, il dirige le quotidien républicain El Defensor de Granada. Il est assassiné au début de la Guerre d'Espagne par les franquistes.

## Biographie
Né à Torredelcampo, dans la province de Jaén, c'est à Grenade qu'il passe sa vie. 
Au début de sa carrière, il se consacre à la littérature, avec les ouvrages Esas mujeres, El País de Babia, La Hoguera, Una Mujer en la sombra et Siluetas de Constancio. En 1915, il publie avec son ami José Mora Guarnido son ouvrage le plus célèbre, El libro de Granada. 
Il s'illustre dans le journalisme dès 1904, avec un article sur l'Alhambra au Noticiero Granadino. En 1915, il commence à travailler pour le Defensor de Granada, quotidien qu'il dirige à partir de 1924. Trois ans après, le journal devient le plus vendu de Grenade, avec 12.000 exemplaires quotidiens.
Il intègre rapidement la vie culturelle et sociale de la ville et fréquente le célèbre café Alameda. Il devient notamment l'ami du poète Federico García Lorca qui l'invite dans la maison familiale de la Huerta de San Vicente.
Politiquement, il est proche d'Action républicaine. Il est élu conseiller municipal et devient maire de Grenade pendant deux semaines après le triomphe du Front populaire en février 1936. Il devient ensuite membre de la Gauche Républicaine.
Son journal est très critique avec la droite. Homosexuel et de gauche, il est harcelé, dès juillet 1936, par Acción Popular, un parti conservateur affilié à la CEDE.
À la suite du coup d'État militaire nationaliste de juin 1936 à Grenade, Ruiz Carnero est arrêté le 27 juillet. Le 6 août, il est fusillé par les franquistes sur les murs du cimetière de Grenade. Son journal, El Defensor de Granada, est fermé par la force par les militaires putschistes nationalistes.